# Antonio Agustoni
Antonio Agustoni (Chiavenna, 1879 – Milano, 1950) è stato un ingegnere italiano.
Fu direttore della Società Elettrica Ferroviaria dell'Alto Milanese e dell'ente di sviluppo portuale di Venezia.